# Critics' Choice (album)
Critics' Choice è un album di Pepper Adams, pubblicato dalla World Pacific Records nel 1957.

## Tracce
Lato A
1. Minor Mishap – 6:22 (Tommy Flanagan)
2. Blackout Blues – 4:56 (Pepper Adams)
3. High Step – 8:40 (Barry Harris)

Durata totale: 19:58
Lato B
1. Zec – 6:30 (Thad Jones)
2. Alone Together – 5:48 (Arthur Schwartz, Howard Dietz)
3. 50-21 – 8:10 (Thad Jones)

Durata totale: 20:28
Edizione CD del 2005, pubblicato dalla Emi Records (MQP1103)
1. Minor Mishap – 6:22 (T. Flanagan)
2. Blackout Blues – 4:56 (P. Adams)
3. High Step – 8:40 (B. Harris)
4. Zec – 6:30 (T. Jones)
5. Alone Together – 5:48 (A. Schwartz, H. Dietz)
6. 5021 – 8:10 (T. Jones)
7. Four Funky People – 4:55 (P. Adams) – Bonus Track

Durata totale: 45:21

## Musicisti
- Pepper Adams - sassofono baritono
- Lee Katzman - tromba
- Jimmy Rowles - pianoforte
- Doug Watkins - contrabbasso
- Mel Lewis - batteria